# Baya dymczata
Baya dymczata är en insektsart som beskrevs av Irena Dworakowska 1972. Baya dymczata ingår i släktet Baya och familjen dvärgstritar.
Artens utbredningsområde är Papua Nya Guinea. Inga underarter finns listade i Catalogue of Life.